# 에리크 바르가
에리크 바르가(독일어: Erik Varga, 1976년 6월 9일~)는 슬로바키아의 사격 선수로 주 종목은 트랩이다. 올림픽에 4회 참가했으며 세계 선수권 대회에서 금메달 2개, 은메달 2개, 동메달 2개를 획득했다.